# NCSM Bras d'Or (FHE 400)
Le NCSM Bras d'Or (FHE 400) est un hydroptère expérimental de la Marine royale canadienne. Il a été conçu dans les années 1960 pour détecter les sous-marins soviétiques susceptibles d'approcher les côtes canadiennes pendant la guerre froide. Doté d'une technologie avancée pour l'époque, il est destiné à combiner vitesse et furtivité afin d'améliorer la lutte anti-sous-marine.
De par sa conception, un hydroptère est plus rapide et moins bruyant qu'une embarcation standard. Le NCSM Bras d'Or est le prototype d'un navire d'escorte pouvant profiter de cette vitesse.

## Étymologie
Hydroptère: Préfixe «hydro» = eau       Suffixe «ptère» = aile

## Définition
Navire rapide dont la coque munie d'ailes portantes se soulève hors de l'eau à grande vitesse. 
L’hydroptère est souvent confondu avec les aéroglisseurs et les hydroglisseurs. Les premiers sont portés par des «coussins d’air» et propulsés par des hélices ou des réacteurs. Les  seconds sont constitués d’une barge à fond plat et propulsés par une hélice aérienne ou un moteur à réaction.

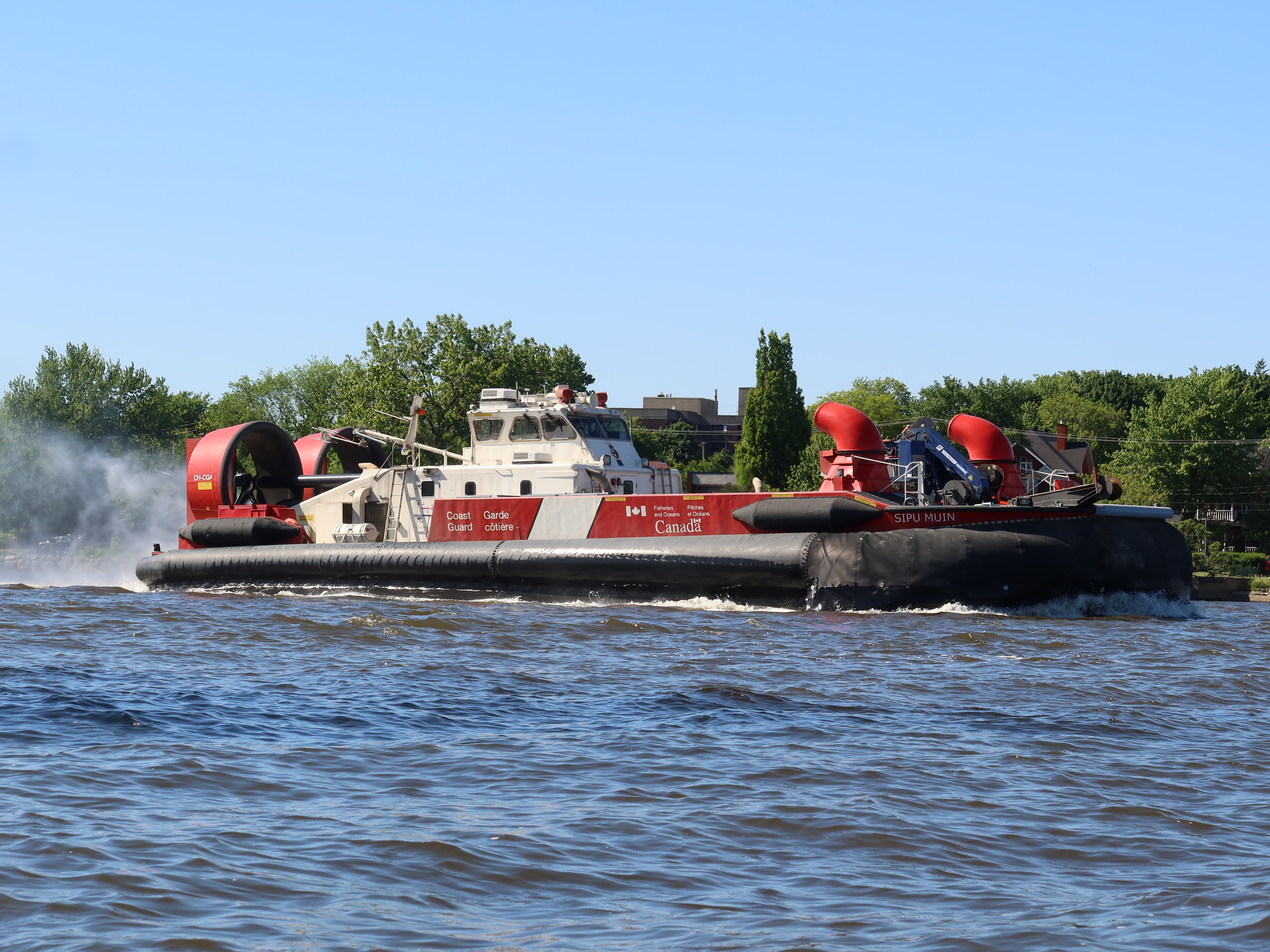
Aéroglisseur de la Garde côtière canadienne

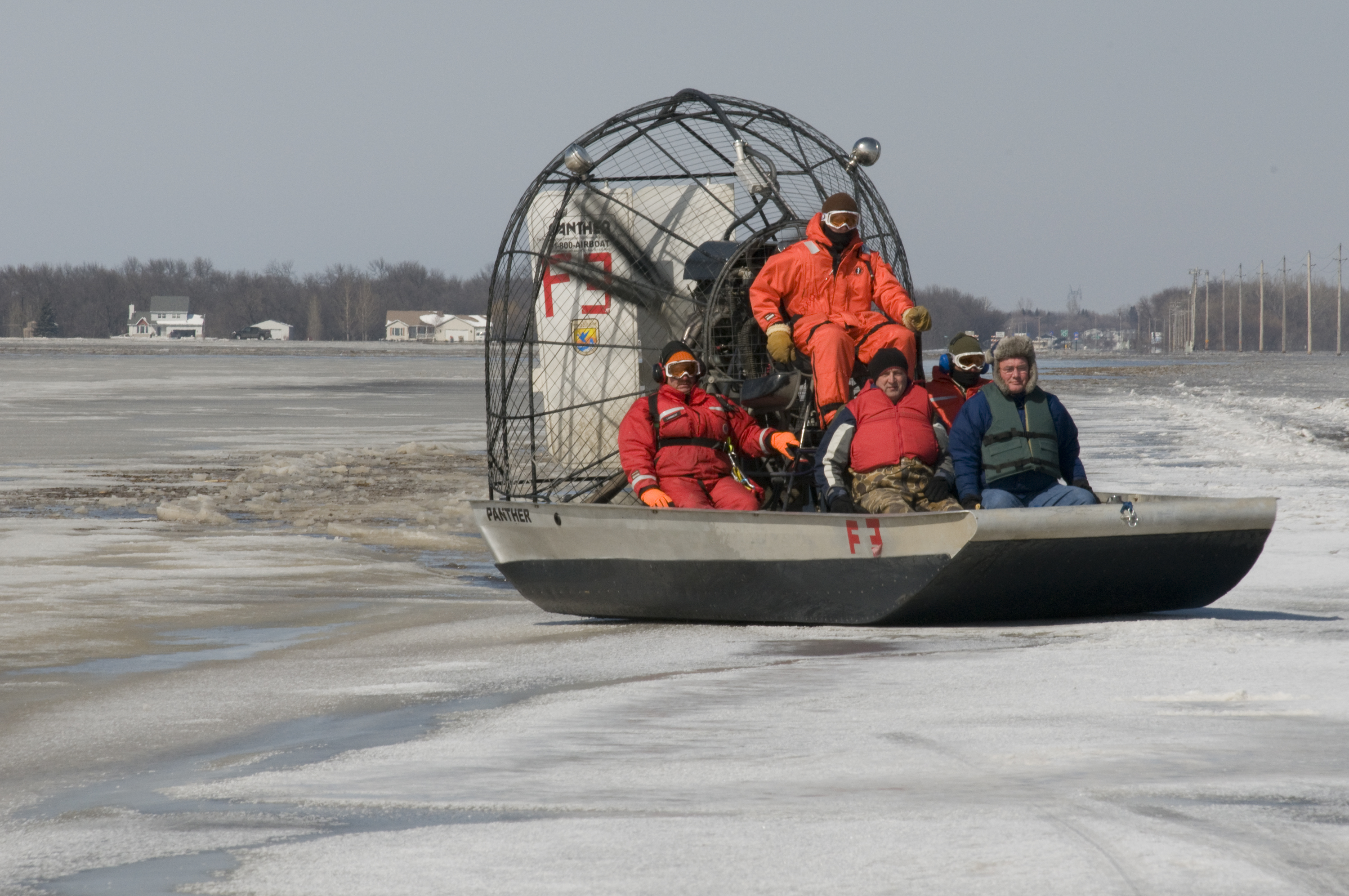
Hydroglisseur. Fargo, ND, March 29, 2009 -- The Red River Valley Water Rescue team

## Vue sur les inventeurs
Membre de l’Aeronautical Society of Great Britain, l’ingénieur anglais Thomas William Moy (1828-1910), est souvent associé à la découverte fortuite des premières manifestations de la technologie des hydroptères. En 1861, il étudie le profil aérodynamique des ailes pour les premiers avions. Moy équipe alors son bateau de structures en forme d’ailes afin d’observer les tourbillons sous-marins qu'elles créent. Durant un test sur le canal de Surrey, le navire remorqué s’élève hors de l’eau, marquant un début prometteur dans la technologie des hydroptères. 

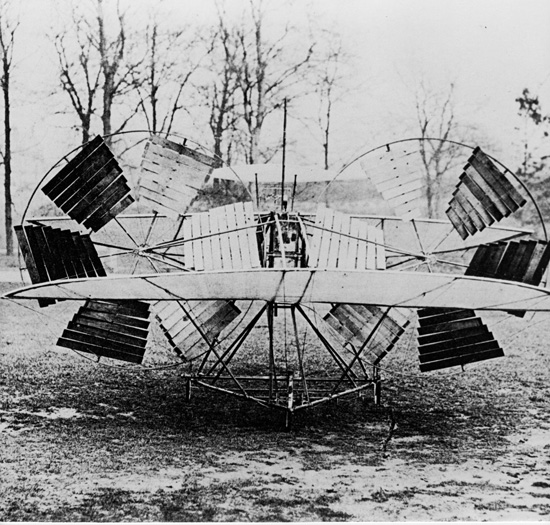
Photographie de «lAerial Steamer»,1875

Thomas Moy est aussi reconnu pour ses prototypes, notamment l'Aerial Steamer, une invention destinée à voler sans pilote, exposée au Crystal Palace près de Londres en juin 1875.  Le prototype mesurait 4,2 mètres (14 pieds) de long. Cependant, celui-ci n’a pas atteint la vitesse nécessaire pour décoller. Mais il a tout de même contribué à l’avancement de la technologie aéronautique. 

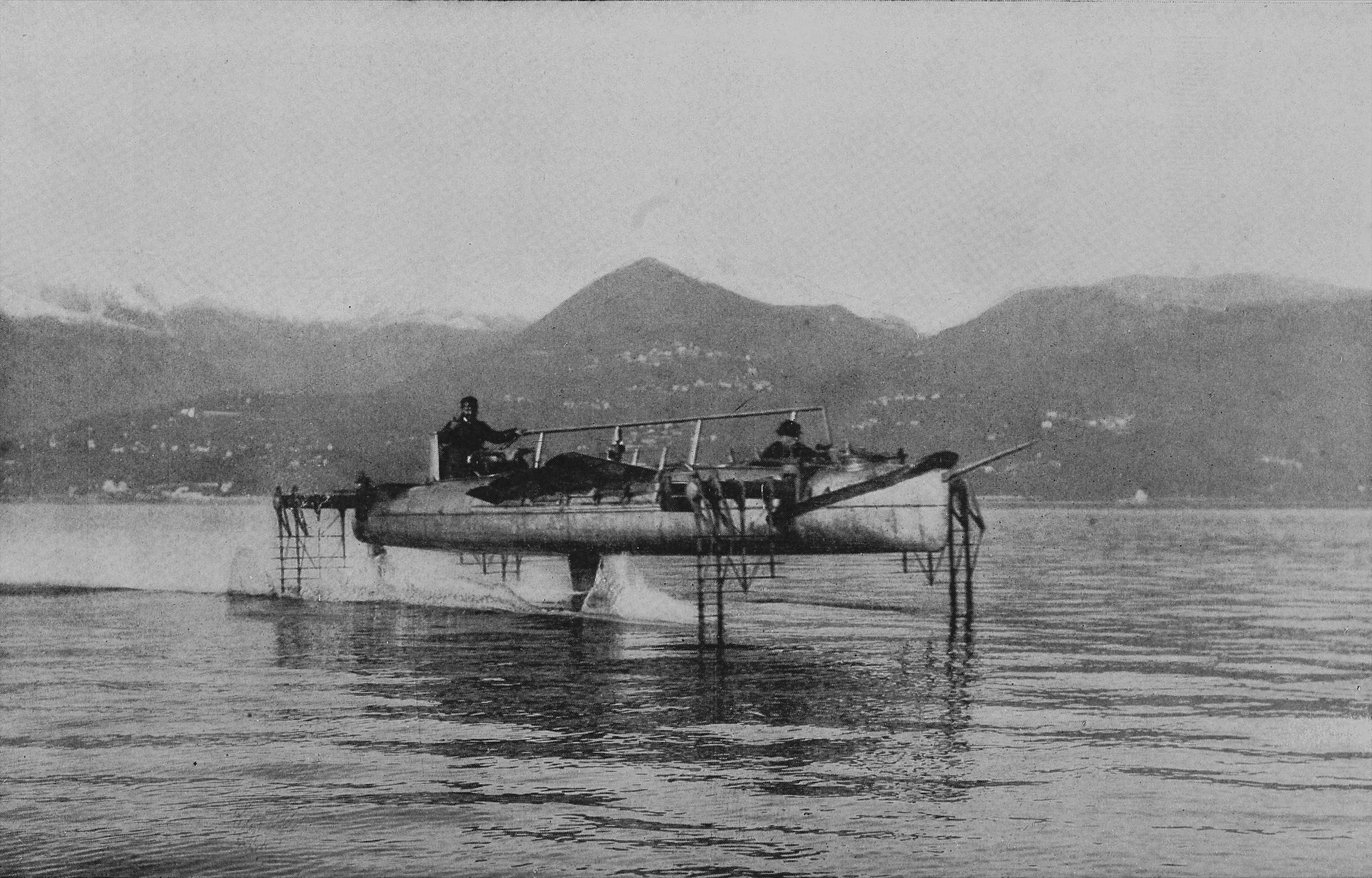
L'un des premiers hydroptères qu' Enrico Forlanini a conçu sur le lac Majeur en 1910.

Par la suite, de nombreux inventeurs et ingénieurs à travers le monde ont continué à expérimenter et à améliorer cette technologie. Cependant, ce n’est qu’en 1898 qu’Enrico Forlanini  (1848-1930), ingénieur italien, inventeur et pionnier de l’aviation a créé ce qui serait le premier hydroptère. Celui-ci fit l'objet de brevets déposés et construisit en 1905 le premier bateau complet testé sur le lac Majeur en 1906. Il a ensuite poursuivi ses recherches, réalisant plusieurs essais atteignant des vitesses de plus de 70 km/h sur le Lac Majeur en Italie, entre 1905 et 1911.

## Historique

### Alexandre Graham Bell et Frederick Walker Baldwin
L'intérêt des Canadiens pour les hydroptères est bien antérieur au FHE-400. Il remonte en effet à la première décennie du 20e siècle, lorsqu’Alexander Graham Bell (1847-1922) et l’ingénieur Frederick Walker Casey Baldwin mènent leurs propres expérimentations en marge des travaux des autres chercheurs. Ils travaillent notamment sur le HD-4 en utilisant des surfaces hydrocurves pour améliorer la stabilité et la vitesse des embarcations.
Dès 1908, Alexandre Graham Bell et Frederick Walker Baldwin s’adonnent à différentes expériences liées à la technologie de l’hydroptère sur le lac Bras d’or dans la province de la Nouvelle-Écosse. Le premier hydroptère de Bell, le HD-1, atteint des vitesses de 72 km/h en 1911 et de 80 km/h en 1912. Le HD-2 se brise, puis apparaît le HD-3 en 1913. La Première Guerre mondiale impose un moratoire sur le perfectionnement des hydroptères. 
Leurs expériences les mènent à la mise au point d’un premier prototype en 1918. Le HD-4 est le premier véritable hydroptère de recherche. Conçu et construit au chantier naval Bell à Beinn Bhreagh en Nouvelle-Écosse, il établit un record mondial de vitesse en mer de 61.6 nœuds ou 114.01 km/h, le 11 septembre 1919, alors que les navires à vapeur les plus rapides du monde n'atteignent encore que 48 km/h. Ce record de vitesse demeura jusqu’en 1929, mais restera en tête des records d’hydroptère jusqu’à la fin des années 1950. Il a fallu 11 ans à Bell et Baldwin pour achever le HD-4.Une réplique du HD-4 se trouve au Alexander Graham Bell Museum, Baddeck en Nouvelle-Écosse.

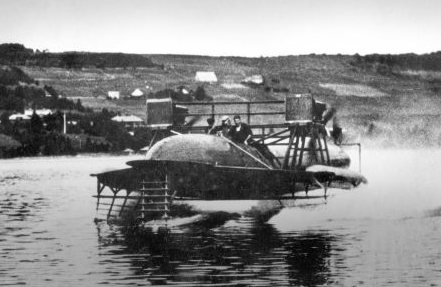
HD-4, Essai sur le lac Bras d'Or 1919

Casey Baldwin a poursuivi la conception et la construction d’hydroptères, de cibles de remorquage et de générateurs de fumée pour les essais en mer. Plus tard, il est devenu député à l'Assemblée législative de la Nouvelle-Écosse et a participé au développement du parc national des Hautes-Terres-du-Cap-Breton, dans le nord du Cap-Breton. 

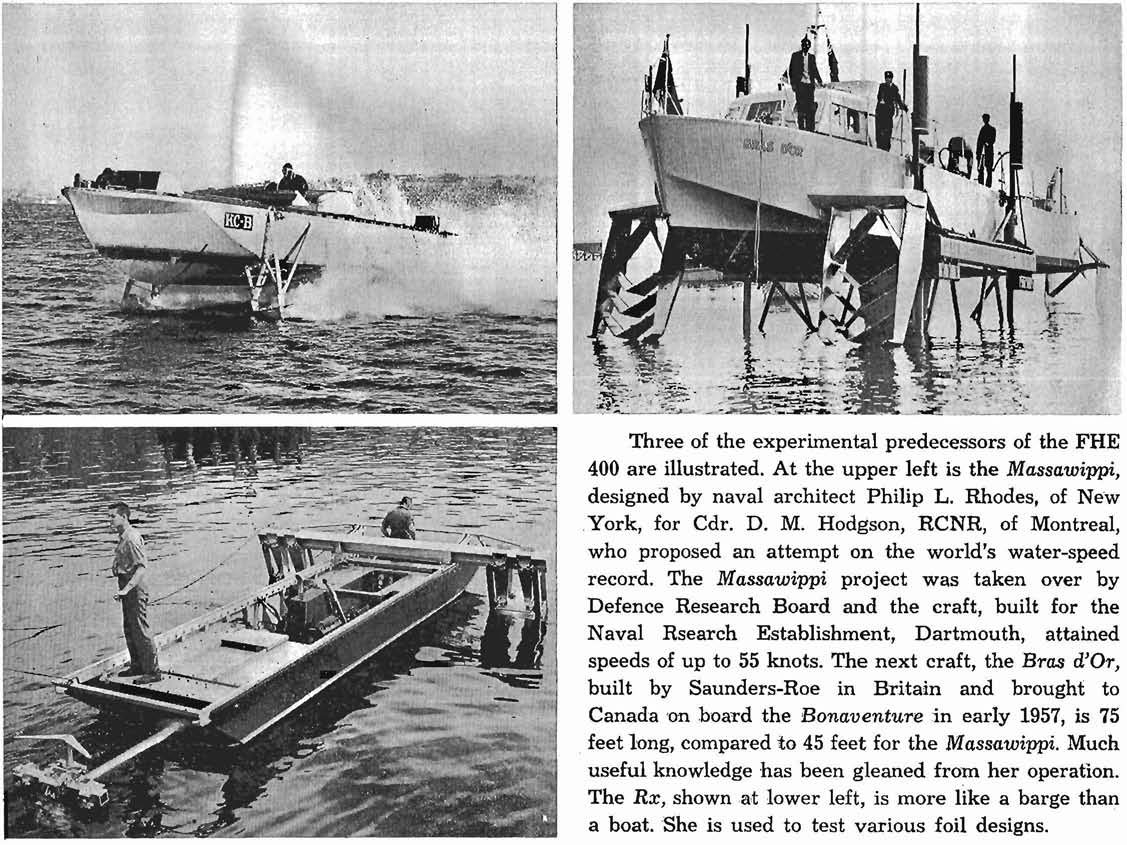

Dans les années 1950 et 1960, la Marine royale canadienne a commencé à concevoir des hydroptères navals expérimentaux:  
Gauche:  R-100 (Massawippi, KC-B): Première tentative du gouvernement canadien de construire un hydroptère .Un navire expérimental de 14 mètres et 5 tonnes, construit au Québec et testé dans le port d'Halifax.  
Droite: R-103 (Bras d'Or, renommé Baddeck): 1er Bras d’Or (Baddeck) Commandé par le Defence Research Board (DRB) du ministère fédéral de la Défense et construit par la société britannique Saunders-Roe au Pays de Galles. 
En bas à gauche: Essai du RX dans le port de Halifax. Navire dont les essais ont été effectués pour tenter de corriger l’instabilité du Baddeck.

## Prototype du FHE-400

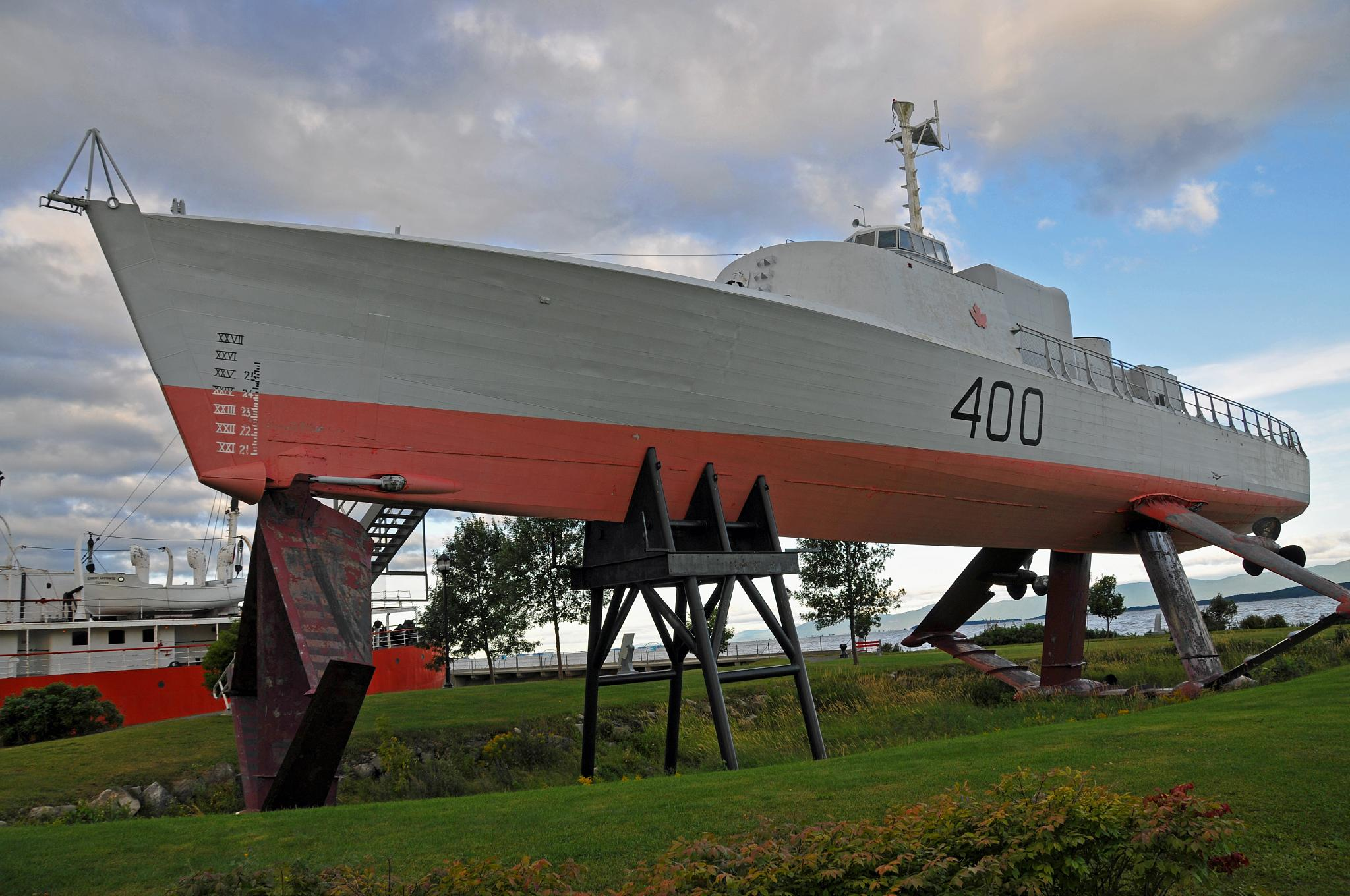
HCMS Bras d'Or - Musée maritime du Québec.

L’hydroptère FHE-400 représente la concrétisation de plusieurs années de travaux menés par le National Research Establishment (NRE), relevant du Ministère canadien de la défense. Vers 1960, le NRE conclut que le projet est devenu possible grâce aux avancées technologiques dans la fabrication des groupes propulseurs.
Cet organisme reconnaît aussi que les avionneurs étaient qualifiés pour étudier ce type de navire, vu leur expérience dans la construction de structures légères. Les installations utilisées permettaient également de procéder aux différents essais dans des conditions ambiantes simulées. La société de Havilland Aircraft of Canada a donc été chargée d’effectuer les premières études. Celles-ci comprenaient des essais approfondis de maquettes et des simulations au moyen de calculateurs analogiques, pour la conduite de navire sur ses plans porteurs par mer calme et houleuse.
Enfin, La Royal Canadian Navy a estimé que les résultats de ces travaux étaient satisfaisants. Un contrat a donc été conclu avec la société De Havilland en avril 1963 pour la mise au point et la construction d’un prototype. Initialement dessinée par cette société, la coque a été modifiée pour réduire la traînée et obtenir une meilleure répartition des charges causées par l’impact des vagues. Le FHE-400 devait en effet effectuer des croisières assez longues sans déjauger. Grâce aux plans porteurs en navigation normale, la coque a pu être affinée. Des efforts ont aussi été déployés pour réduire au maximum la traînée générée par le support des ailes. 

### Plans porteurs et le système de propulsion
L’hydroptère FHE-400, un prototype d’environ 200 tonnes,  fait l’objet d’essais pour évaluer sa performance en haute mer. Ces tests visent à vérifier sa capacité à évoluer sur ses plans porteurs dans presque toutes les conditions atmosphériques et à déterminer sa capacité à remplir des missions de lutte anti-sous-marine. Pour ce faire, le FHE-400 sera doté d’un équipement expérimental complet pour la détection et la poursuite des sous-marins, incluant un sonar remorqué et des torpilles légères à tête chercheuse.  

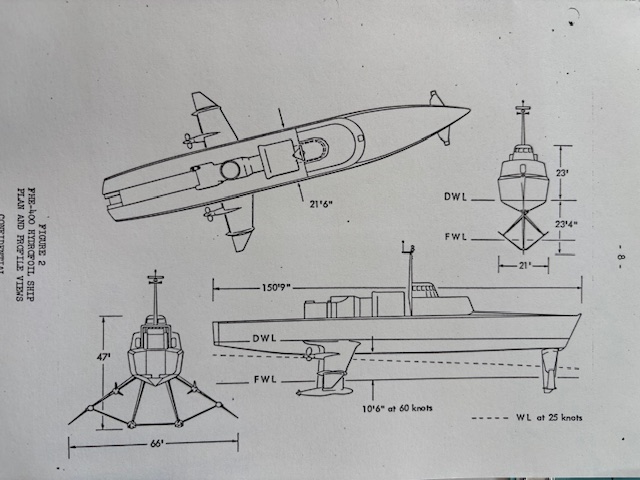
Plan de l'entreprise De Havilland.
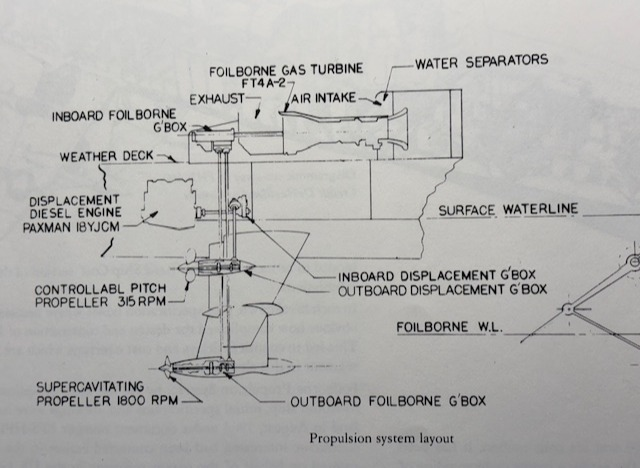
Diagramme du système de propulsion.

## Fonctionnement
L’hydroptère représente un mélange d'hydrodynamique et d'aérodynamique. Il combine les caractéristiques d’un bateau à grande vitesse et d’un avion. On le décrit d’ailleurs comme un croisement entre un navire et un avion.
Les effets de l'air sur une aile et de l'eau sur un hydroptère sont identiques: ils créent tous deux une portance et réduisent la traînée, permettant ainsi à un avion de s'élever dans le ciel et à un engin nautique de s'élever hors de l'eau .
Le Bras d’Or fonctionne à deux vitesses différentes, avec deux systèmes de propulsion distincts. À basse vitesse, la coque du navire est immergée. La poussée provient des grandes hélices supérieures à pas variable, et la propulsion est assurée par un moteur diesel Paxman 16YJCM variant de 2000 cv. à 2400 cv. Cette vitesse de propulsion est utilisée pour les opérations de surveillance et de détection, opérations demandant une certaine discrétion. C’est également ce moteur qui génère l’électricité, le système de refroidissement et la pression hydraulique à basse vitesse. 
Pour atteindre une vitesse suffisante permettant de soulever la coque hors de l'eau, une turbine à réaction, semblable à celle d'un avion, fournit la vitesse de rotation nécessaire pour faire tourner les hélices supercavitantes situées sur l'aile principale. 
Le bras d’Or se déplace grâce à la portance engendrée par des ailes immergées, fonctionnant exactement comme les ailes d'un avion. Au fur et à mesure que la vitesse augmente, ces volets sous-marins, reliés à la coque par des jambettes verticales (sortes d'entretoises) tendent à soulever la coque hors de l’eau. La friction entre la surface de l'eau et la coque étant réduite, l'appareil prend de la vitesse. À une certaine vitesse, les ailes sortent de l'eau et la portance se réduit au poids du bateau. La résistance au mouvement vers l’avant demeure constante à une vitesse accrue, tandis qu'elle augmente dans le cas d'un bateau classique. Le passage du mode navire à celui d’hydroptère se fait tout en douceur. 
La coque du Bras d’Or est en aluminium, tandis que les «ailes» sont en acier. Ce prototype très spécial utilise des caractéristiques et technologies issues à la fois de l’aéronautique et de la science nautique. C’est pourquoi le pilote devait posséder à la fois un brevet de pilote d’avion et un brevet de navigation. Le poste de pilotage est très semblable à celui utilisé dans le secteur aéronautique. Il n’y aucune roue à bord pour gouverner; Le Bras d’Or est piloté comme un avion. 
Dans les années 1960, comme aucun grand hydroptère n’a été construit, l’équipe ignore la façon dont le bateau se comportera dans différentes conditions d’utilisation, de même que son niveau de confort. C’est pourquoi on construit des maquettes à l’échelle humaine, afin de concevoir un intérieur adapté au mouvement du navire en mode hydroptère, notamment pour le sommeil, l’alimentation et les postes de travail. Une série de tests sont effectués à l’Institut de médecine aéronavale des Forces canadiennes (Canadian Forces Institute of Aviation Medicine).

## Construction
C’est en 1963 qu’un contrat est octroyé à la Société De Havilland  pour la construction du Bras d’Or. Deux ans plus tard, on dote le navire d’un système d’armement intégré permettant d’évaluer sa navigabilité et ses possibilités au chapitre de la lutte anti sous-marine. La mise au point et l’installation du système de communication sont confiées à la Canadian Westinghouse. La construction et l’installation des équipements du navire reviennent à la firme Marine Industries, de Sorel. 
Le contrat comprenait trois phases principales:
Phase A: Cette phase initiale inclut la conception et la préparation des plans et spécifications préliminaires du navire, à achever le 1er mai 1964. Une conférence sur les plans définitifs et préliminaires a lieu à l'été 1964, suivie de la remise du cahier des charges aux entrepreneurs le 25 août 1964 pour les sous-contrats du FHE- 400. 
Phase B: Cette phase chevauche la phase A. Elle comprend la conception détaillée, la construction, les spécifications finales et les essais à terre, à achever le 30 avril 1966. Pour faciliter les procédures de soudures d’aluminium, peu développées à l’époque, la coque est assemblée à l’envers. Elle ne sera prête à être retournée qu'en 1966, procédure qui nécessita 4 heures de travail.Une conférence de livraison doit précéder les essais de préréception par le fabricant. La conférence d'approbation finale de la conception est prévue pour décembre 1965, où les exigences de conception seront «figées» et modifiables uniquement par nouvelle négociation. 
Phase C: Cette phase inclut les essais en mer sous la responsabilité de la Société De Havilland, l'acceptation par la Marine royale canadienne, l'évaluation finale et la rédaction des rapports pour les spécifications d'un navire de guerre hydroptère ASW opérationnel, à accomplir avant 1969 pour remplacer les anciennes frégates à vapeur. 
Par ailleurs, le contrat inclut un système de points d'incitation à la performance (PERTS) sur 21 éléments. Ce système offre des primes monétaires pour les performances de certains éléments du programme dépassant les minima stipulés dans le contrat et livrées dans les délais. 
Cette mesure vise à encourager les sous-traitants à optimiser des sous-systèmes, notamment les performances des turbines à gaz, en atteignant les exigences maximales sans compromettre la fiabilité. Les valeurs maximales et minimales ainsi que le nombre de points attribuables sont précisés dans l'énoncé des besoins. Bien que ce système ait conduit à diverses améliorations de performances, il a malheureusement compromis la fiabilité des éléments. Les coûts de construction du Bras d’Or FHE-400 ont considérablement augmenté. Il est devenu évident qu’on ne pourrait réaliser ce projet avec le budget de 10 000 000 $ prévu en 1963. En cause:  la sous-estimation des efforts de conception et d’ingénierie, l’augmentation du coût des pointes anhédrales, et l’inexpérience des entrepreneurs en hydroptères nécessitant un soutien technique important. La sophistication de l’outillage a découragé les entrepreneurs canadiens à soumissionner pour des pièces uniques, dépassant leurs capacités de recherche et développement. 
La construction du FHE-400 était une entreprise complexe. En juin 1965, plus de 715 commandes de travail distinctes ont été déposées auprès de la société De Havilland, en plus de 340 commandes supplémentaires adressées à des sous-traitants locaux . 
Des retards de livraison en 1964, 1965 et 1966 ont repoussé l'achèvement du projet de la date initiale du 30 avril 1966 à novembre 1966. Puis un incendie a failli mettre fin au projet avant même que le Bras d’Or ne voit l’eau.

## Incendie de 1966
L’achèvement du FHE-400 met du temps. Les retards s’accumulent, principalement en raison de problèmes récurrents avec le système hydraulique et du retard de livraison du système de transmission à feuilles. Ces problèmes perdurent en septembre et octobre. 
Le 5 novembre 1966, le personnel De Havilland teste divers systèmes en vue de leur certification. Les vérifications avant le lancement s’effectuent six jours par semaine pour rattraper le retard. Cependant, le lancement ne pourra avoir lieu dans les temps, puisque la glace s’est formée dans le fleuve Saint-Laurent, plus tôt que d’habitude. 
En raison du rythme effréné des tests du mois dernier, les formalités administratives ont pris du retard, et la moitié des certificats d'essais et d'approbation n'ont toujours pas été obtenus. Personne ne sait exactement quels sous-ensembles de chaque système sont testés ou certifiés. Chaque équipe d'inspection constate qu'elle approuve à la fois les sous-ensembles et les systèmes dans certains cas, ce qui est à la fois dangereux et fastidieux. 
Vers le milieu de l'après-midi, une équipe de la société De Havilland Canada (DHC) dirigée par le contremaître électricien Del Trobak commence à tester le système de génération électrique fourni par le moteur à turbine à gaz auxiliaire. Pendant que le technicien électricien Gordie Crawford vérifie les connexions et la sortie électrique dans la salle des machines, une fuite soudaine dans le système hydraulique pulvérise du fluide chaud sur son visage et dans ses yeux.  Alors que Crawford recule en titubant, le jet hydraulique hautement volatil frappe le corps de la turbine à gaz, provoquant une fumée mais pas de feu. Puis, l'huile hydraulique traverse un joint non isolé dans la cheminée d'échappement à 540°C et s’enflamme immédiatement, provoquant un incendie qui se propage rapidement le long du pont, brûlant les bras et la poitrine de Crawford.
En sortant de la salle des machines, le technicien électricien croise Vic Redwood, un ingénieur de liaison dont les responsabilités incluent l'activation du système de suppression des incendies. Redwood choisit de sauver une vie plutôt que le navire. Il aide Crawford à monter sur le pont supérieur, pendant que la fumée envahit le navire et que le feu se propage, alimenté en continu par le fluide hydraulique provenant de la turbine à gaz toujours en marche. 
La chaleur s'intensifie et la structure en aluminium du navire commence à se déformer. En cinq minutes, quatre pompiers de Marine Industries Ltd. (MIL) combattent le feu, mais réalisent que leurs capacités sont limitées. Ils font alors appel au service d'incendie de Sorel. À 16 h, en moins de 30 minutes, les pompiers viennent à bout du brasier. Il n’aura fallu qu’un peu plus d'une heure pour que prenne fin la courte vie du Bras d’Or. 
Ce sombre épisode de 1966 contraste avec les progrès lents et méthodiques du projet d’hydroptère, réalisés au début des années 1960. À cette époque, Dick Becker dirige l'équipe d'étude des hydroptères de DHC en tant qu'ingénieur. En utilisant les données de la Naval Research Establishment (NRE) et de la Marine royale canadienne, cette équipe a tenté de déterminer la propulsion optimale, les systèmes d'armes, les capteurs et autres exigences de la conception. 
L'incendie de 1966 a retardé le programme de construction et repoussé les essais en mer de deux ans. Ces derniers ont finalement pris fin en haute mer à l'été 1971. Pour reconstruire la salle des machines, les coûts s’élevaient à 6,5 millions de dollars, incluant la reconstruction et les coûts liés au retard.  Malgré l’augmentation du coût du projet, la Marine royale canadienne a décidé d’aller de l’avant.

## Tests en mer
Le Bras d’Or commence ses tests à Halifax le 17 juillet 1968 sous le commandement de Constantin Cotaras. Le navire fait alors face à de multiples problèmes récurrents et doit souvent être remorqué. En 1970, Cotaras est relevé de ses fonctions et le commandement est remis au Lieutenant-Colonel Gordon L. Edwards. Bien qu’il connaisse les mêmes difficultés que son prédécesseur, il arrive néanmoins presque toujours à ramener le navire à l’aide des moteurs auxiliaires.

## Autre sort pour le NCSM Bras d'Or
La prochaine étape du projet nécessitait quelque 4,5 millions répartis sur 3 ans. À cela devait s’ajouter une somme de près de 20 millions avant d’atteindre l’étape de la production. Enfin, la baise d’intérêt de certains pays étrangers pour le Bras d'Or allait compromettre la suite de ce projet. 
L’honorable Donald S. Macdonald, ministre de la Défense nationale,  décide de mettre le Bras d’Or en rade pour une période de cinq ans. Malheureusement, l’hydroptère n’est plus sur la liste des priorités. Le coût pour l’entreposer à Halifax est de un million de dollars, incluant la construction des installations nécessaires. Le programme du Bras d’Or, débuté en 1961, a vu ses coûts de construction augmenter de façon importante, atteignant près de 52,2 millions de dollars. 
Avec le temps, l’hydroptère, projet expérimental axé sur la lutte anti-sous-marine, a perdu de l’intérêt.  Le Bras d’Or est demeuré un prototype inachevé. Mais il reste à coup sûr le plus gros hydroptère militaire et le plus rapide de son époque. 
Le Bras d’or restera inactif une douzaine d’années à Halifax et son équipement de pointe retiré. Près de 1 500 pièces du Bras d’or seront vendues à la ferraille. Depuis 1983, le Bras d’or est exposé au Musée maritime du Québec de L’Islet-sur-Mer dans la province de Québec. 

Le Bras d'Or est arrivé au Musée sur une barge le 6 juin 1983 à 3 h 45 du matin après 13 heures de remorquage en partance d'Halifax.

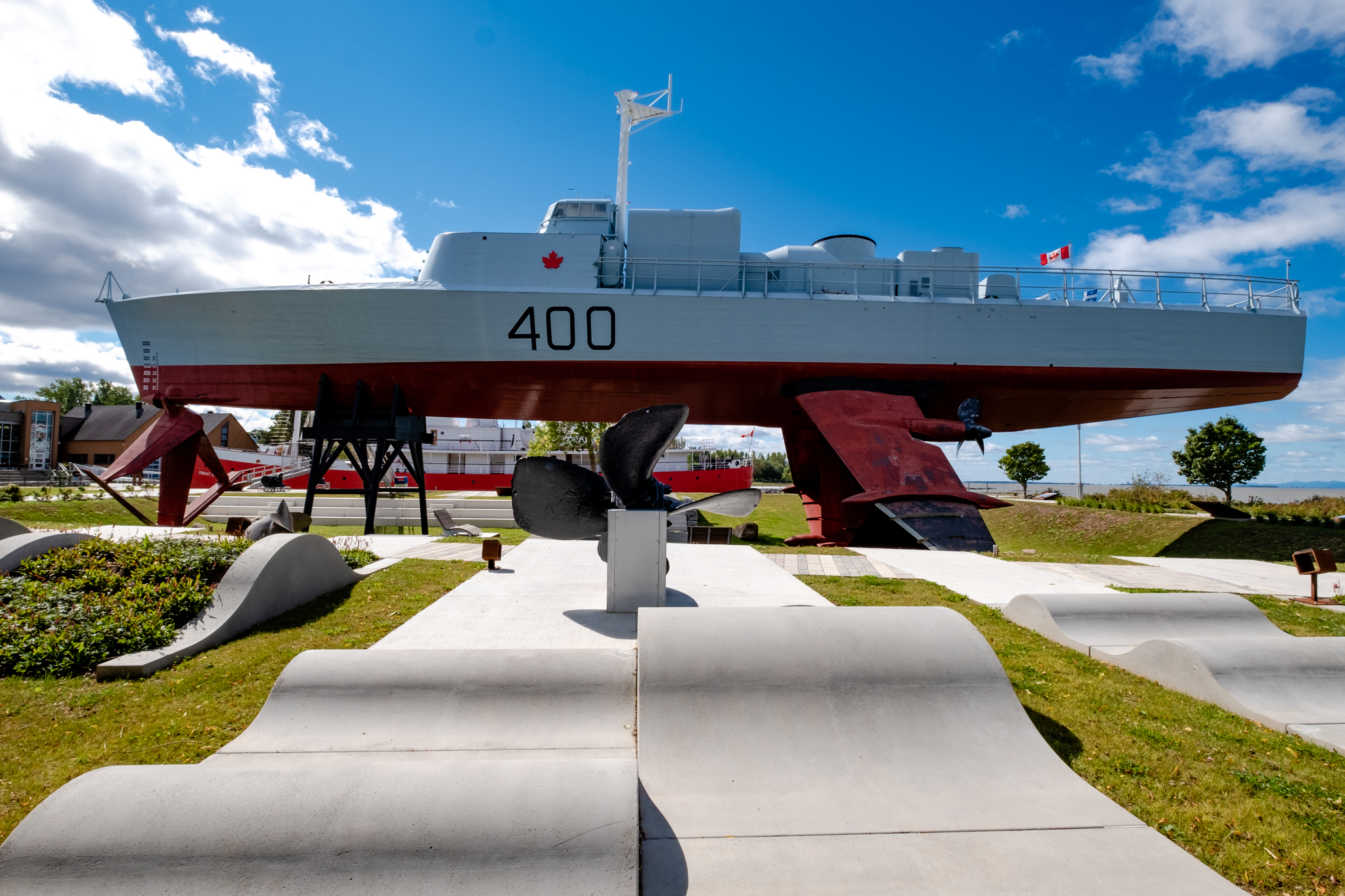
Hydroptère Bras d'Or FHE-400, parc fluvial du Musée maritime du Québec.
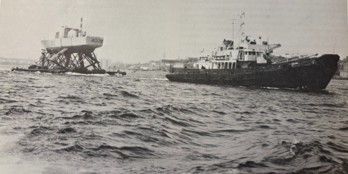
Remorquage le 6 juin 1983 du FHE-400, de Halifax au Musée maritime Bernier (Musée maritime du Québec). Photo tiré du livre de Thomas G. Lynch[46].